# Taarab
Il taarab o tarabu è un genere musicale tradizionale della Tanzania, nato fra la fine del XIX secolo e l'inizio del XX a Zanzibar, e gradualmente diffusosi sulla costa dell'Africa Orientale swahili, dalla Somalia al Mozambico. Lo stile del taarab fonde elementi provenienti dalla tradizione musicale delle diverse culture con cui il mondo swahili è stato storicamente a contatto: Africa Orientale, Asia, Nordafrica, Medio Oriente ed Europa.

## Etimologia
La parola "taarab" deriva dall'arabo tarabi (طرب) che significa "agitarsi", "danzare" o "divertirsi con la musica".

## Origini
La leggenda vuole che le origini del taarab risalgano agli anni 1870, quando il sultano Seyyid Barghash bin Said avrebbe mandato un suo suddito al Cairo a imparare a suonare il kanun, uno strumento a corde simile allo zither diffuso nei paesi arabi. La prima orchestra taarab di cui si può indicare con certezza la data di fondazione, comunque, è la Ikhwaani Safaa (chiamata anche Malindi Music Club), fondata nel 1905 e tuttora in attività. Le prime incisioni di musica taarab risalgono alla fine degli anni venti, e sono opera della leggendaria musicista Siti binti Sadi.

## Strumenti
La forma più diffusa di taarab è quella orchestrale (tarabu ya kiasili in swahili), che utilizza una grande varietà di strumenti soprattutto della tradizione araba, fra cui il kanun, l'oud (un tipo di liuto arabo), violini, ney, fisarmoniche, violoncelli, chitarre, taishokoto e numerosi tipi di percussioni, tra cui in particolare il tabla indiano. A partire dagli anni sessanta il taarab ha cominciato a essere influenzato, sia nello stile che nella strumentazione, da musica di origine latina come le varianti locali della rumba africana zairese. Soprattutto a livello popolare il taarab è talvolta suonato da gruppi musicali composti da meno elementi. Nelle zone suburbane è particolarmente diffuso il kidumbaki, un sottogenere del taarab basato su due tamburi, basso, violini e danzatori con maracas e legnetti.

## Principali artisti
La scena del taarab di Zanzibar è dominata da due orchestre storiche tuttora in attività: la Ikhwaani Safaa e il Culture Musical Club (fondato nel 1958). Una notevole importanza nella storia del taarab ha anche Siti binti Saad, che incise numerosi dischi considerati classici del genere fra gli anni venti e gli anni quaranta. Altri musicisti taarab particolarmente rinomati sono Bi Kidude, Asha Abdow Saleebaan e Zuhura Swaleh, Seif Salim Saleh e Abdullah Mussa Ahmed, Al-Watan Musical Club. Fra gli artisti emersi in tempi più recenti si possono citare Black Star Musical Club e East African Melody.